# Битва при Хомильдон-Хилле
Битва при Хомильдон-Хилле (англ. Homildon (или Humbleton) Hill; 14 сентября 1402 года) — одно из сражений англо-шотландских войн XIV—XVI веков, описанное Шекспиром в пьесе «Генрих IV».

## Военные действия перед сражением
Возобновившиеся в 1400 году военные действия между Англией и Шотландией в условиях временной слабости королевской власти в обоих государствах быстро трансформировались в серию грабительских рейдов южно-шотландских и северо-английских баронов на территорию противника. С шотландской стороны во главе военных операций стоял Арчибальд, граф Дуглас, с английской — граф Нортумберленд и его сын Генри «Хотспур» Перси. В ответ на разгром одного из шотландских отрядов англичанами при Несбит-Муре, осенью 1402 года крупная шотландская армия во главе с графом Дугласом вторглась в Нортумберленд. На обратном пути она была атакована английской армией Хотспура.

## Ход битвы
14 сентября шотландские войска заняли оборонительные позиции на холме Хомильдон-Хилл. Однако, град стрел валлийских лучников разрушили их построение, а атака кавалерии быстро захлебнулась. В результате шотландцы понесли тяжелое поражение, а весь цвет шотландского рыцарства (граф Дуглас, Мердок Стюарт, сын герцога Олбани, Джордж Дуглас, граф Ангус, и другие) оказался в английском плену.
Уильям Шекспир так описывал битву в пьесе «Генрих IV»:

Здесь верный, ревностный и милый друг наш 

Сэр Уолтер Блент, — он только что с коня,

И платье у него в пыли дорожной, -

Из Холмдона он в Лондон прискакал

И радостные вести нам привёз.

Разбит граф Дуглас; видел сам сэр Уолтер,

Как десять тысяч храбрецов шотландских

И двадцать знатных рыцарей лежали

На поле брани, истекая кровью.

Отважным Перси были взяты в плен

Мордек, граф Файфский, Дугласа наследник,

И графы Атол, Меррей, Ангус, Ментит.

Не правда ли, почётная добыча?

Трофеи славные? Ведь так, кузен? 

## Значение сражения при Хомильдон-Хилле
Победа при Хомильдон-Хилле способствовала усилению позиций графа Нортумберленда и Генри «Хотспура» Перси и ускорила их восстание против короля Генриха IV в 1403 году. Для Шотландии начался долгий период переговоров с Англией об условиях возвращения знатных пленников. Территориальных изменений на англо-шотландской границе битва, однако, не повлекла.